# Portal i voltes medievals (Vilanova de Meià)
El Portal i voltes medievals és un conjunt de Vilanova de Meià (Noguera) que forma part de l'Inventari del Patrimoni Arquitectònic de Catalunya.

## Descripció
El conjunt de portal i voltes està ubicat al nucli antic de Vilanova de Meià, poble situat als peus de la serra del Montsec. Es tracta d'edificacions entre mitgeres (portal) o bé adossat a habitatges (voltes) en una de les places principals de la vila.
En el cas del portal, es tracta d'una clàssica obra popular de dos arcs apuntats adovellats successius separats per 3 metres, formant un petit túnel. El segon s'hauria construït possiblement en ampliar-se l'habitatge superior, per tal de subjectar-lo, tot i que ambdós són molt homogenis. Presenten exteriorment aparell de carreus regulars en tot l'adovellat mentre que la resta de les parets estan arrebossades, a diferència dels murs de les cases que es troben a l'interior del portal fabricats en carreus irregulars lligats amb fang i arrebossats (amb ciment modern).
Pel carrer del Migdia s'observen notables exemples d'arcs actualment inserits en habitatges, generalment es tracta d'arcs adovellats de mig punt, alguns amb escuts i dates del segle xviii. Ja a la plaça Major, hi ha diversos grups d'arcades que es poden diferenciar per la seva tipologia/morfologia i possiblement d'èpoques diferents. Un primer grup, a l'oest, forma un passadís cap al carrer de Ponent, dos arcs adovellats escarsers en angle recte i units en un contrafort. Ja al tram central de la plaça hi ha tres arcs a la banda nord, dos d'ells adovellats de mig punt i el tercer un arc apuntat equilàter. En l'edifici suportat per aquests darrers tres arcs hi ha una petita placa on indica la data "1770".
En un pati privat obert cap al carrer de la Font, s'hi observen novament dos arcs en pitjor estat de conservació, de tipus apuntat. Aquests darrers arcs, separats uns 30 metres dels primers indicarien que la plaça Major hauria estat totalment porticada abans de la construcció de les cases actuals (en un moment no determinat).
Pel que fa l'evolució arquitectònica, probablement els dos arcs de ponent siguin arquitectònicament anteriors i per l'aparell probablement medievals tardans. La resta poden relacionar-se amb la data que s'ha especificat anteriorment, vers el segle xviii.

## Història
No hi ha notícies directament referides a aquests béns. No obstant, al segle xiii Dolça de Cervera, filla de Jaume de Cervera (1233), donà al monestir de santes creus drets al castell de Vilanova de Meià. El 1305 era encara senyora del lloc i del castell.